# チェイシング・イエスタデイ
チェイシング・イエスタデイ(Chasing Yesterday)は、イギリスのミュージシャンであるノエル・ギャラガーのセカンド・アルバム。日本先行発売。
タイトルの意味は「昨日を追いかける」。

## 概要
初となるセルフ・プロデュース・アルバム。ゲストとしてジョニー・マーがギターで参加（「バラッド・オブ・ザ・マイティ・アイ」）。
今作はかなりギター・サウンドが濃く、「ロック・アルバム」としてまとまっている。
本作のリード・シングルである「イン・ザ・ヒート・オブ・ザ・モーメント」の歌詞である「They tell me you’ve touched the face of God(訳例:神の顔に触れるような気持ちだ)」は、ノエルが見たドキュメンタリーから採ったとのこと。

## 反響
本作も成功を収める結果となった。全英チャート(OCC)では89000枚を売り上げ、2枚目となる1位、さらにヴィニール盤も1位、Amazon.ukでも上位を記録した。日本のオリコン洋楽チャートではレッド・ツェッペリンのフィジカル・グラフィティ リマスターを抑えて1位（総合は10位）を記録。オーストラリア、ドイツ、オランダのチャートでもソロとしては初のトップ10入りを記録。アメリカのBillboard 200では35位を記録。

## 収録曲
| 全作詞・作曲: ノエル・ギャラガー。 |                                                                                    |                    |                    |      |
| #                                  | タイトル                                                                           | 作詞               | 作曲・編曲         | 時間 |
| 1.                                 | 「リヴァーマン - Riverman」                                                        | ノエル・ギャラガー | ノエル・ギャラガー | 5:41 |
| 2.                                 | 「イン・ザ・ヒート・オブ・ザ・モーメント - In the Heat of the Moment」             | ノエル・ギャラガー | ノエル・ギャラガー | 3:29 |
| 3.                                 | 「ザ・ガール・ウィズ・エックス-レイ・ガールズ - The Girl with X-Ray Eyes」         | ノエル・ギャラガー | ノエル・ギャラガー | 3:20 |
| 4.                                 | 「ロック・オール・ザ・ドアーズ - Lock All the Doors」                              | ノエル・ギャラガー | ノエル・ギャラガー | 3:41 |
| 5.                                 | 「ザ・ダイニング・オブ・ザ・ライト - The Dying of the Light」                      | ノエル・ギャラガー | ノエル・ギャラガー | 5:11 |
| 6.                                 | 「ザ・ライト・スタッフ The Right Stuff」                                           | ノエル・ギャラガー | ノエル・ギャラガー | 5:27 |
| 7.                                 | 「ホワイル・ザ・ソング・リメインズ・ザ・セイム - While the Song Remains the Same」 | ノエル・ギャラガー | ノエル・ギャラガー | 4:16 |
| 8.                                 | 「ザ・メキシカン - The Mexican」                                                   | ノエル・ギャラガー | ノエル・ギャラガー | 3:46 |
| 9.                                 | 「ユー・ノウ・ウィ・キャント・ゴー・バック - You Know We Can't Go Back」           | ノエル・ギャラガー | ノエル・ギャラガー | 3:46 |
| 10.                                | 「バラッド・オブ・ザ・マーティ・アイ - Ballad of the Mighty I」                    | ノエル・ギャラガー | ノエル・ギャラガー | 5:15 |
| 合計時間:                          | 合計時間:                                                                          | 43:52              |                    |      |

| #         | タイトル                                                   | 作詞  | 作曲・編曲 | 時間 |
| --------- | ---------------------------------------------------------- | ----- | ---------- | ---- |
| 11.       | 「リーヴ・マイ・ギター・アローン - Leave My Guitar Alone」 |       |            | 3:09 |
| 合計時間: | 合計時間:                                                  | 47:01 |            |      |

| #         | タイトル                                                                               | 作詞  | 作曲・編曲 | 時間 |
| --------- | -------------------------------------------------------------------------------------- | ----- | ---------- | ---- |
| 11.       | 「ドゥ・ザ・ダメージ - Do the Damage」                                                 |       |            | 3:10 |
| 12.       | 「レヴォリューション・ソング - Revolution Song」                                       |       |            | 3:32 |
| 13.       | 「フリーキー・ティース - Freaky Teeth」                                                |       |            | 3:54 |
| 14.       | 「イン・ザ・ヒート・オブ・ザ・モーメント - In the Heat of the Moment」(remix)          |       |            | 5:58 |
| 15.       | 「リーヴ・マイ・ギター・アローン - Leave My Guitar Alone」(Japanese Bonus Track(only)) |       |            | 3:09 |
| 合計時間: | 合計時間:                                                                              | 60:26 |            |      |